# Icaraíma
Icaraíma est une municipalité brésilienne située dans l'État du Paraná.